# 张璋 (1917年)
张璋（1917年—2004年），原名张鸿纲，化名王明光，字镇山，号白云词客，男，河南焦作人，中华人民共和国政治人物、词人，曾任中华诗词学会副会长。